# Média hybride
Un média hybride est un compte Twitter qui relaie en continu des informations de presse issues des réseaux sociaux ou d'un média traditionnel.

## Historique
Un média hybride est un compte Twitter qui relaie de manière concise en continu des informations de presse issues des réseaux sociaux ou d'un média traditionnel (télévision, presse écrite, site web, radio),. Leurs codes reprennent ceux des bandeaux des chaînes d'information en continu, avec la présence d'« alerte », « flash » ou encore « urgent ».
Selon Édouard Bouté, chercheur au Centre d'expérimentation en méthodes numériques pour les recherches de Sorbonne Université, « ils ne vont rien produire mais vont juste relayer ce qu’ils voient ailleurs ».
Le plus important d'entre eux, en France, est Mediavenir, lancé sous le nom de Conflits France et qui émerge lors de la pandémie de Covid-19. D'autres médias hybrides sont Les News, Brèves de presse, Cerfia, AlertesInfos ou encore Médias citoyens. Pour sa part, La Plume libre, initialement un journal lycéen en 2016, a pris de l'ampleur comme média hybride durant le Mouvement des Gilets jaunes.
À l'été 2023, Cerfia bénéficie d'une notoriété du fait de sa couverture des émeutes consécutives à la mort de Nahel Merzouk. Lancé en septembre 2020, celui-ci est par ailleurs le seul média hybride qui donne un lien vers les sources de l'information relayée.

## Critiques
Ces médias sont critiqués pour ne pas donner l'URL de leurs sources. Ils sont aussi critiqués pour le relai d'informations tronquées, non vérifiées, de fake news ou de polémiques qui feraient le jeu de l'extrême droite et de l'extrême gauche.
Selon 20 Minutes, ils sont « accusés de manquer d’éthique [...] d'ignorer leurs sources », ainsi que de « relay[er] des contenus trop sensationnalistes ». Ils sont également accusés de piller le travail des journalistes, d'autant qu'ils sont désormais rémunérés par Twitter.